# Дёмкин, Алексей Михайлович
Алексей Михайлович Дёмкин (17 марта 1925 года — 15 апреля 1997 года) — строитель, бригадир комплексной бригады каменщиков в Магнитогорске, Герой Социалистического Труда.

## Биография
Родился 17 марта 1925 года в деревне Горенка (ныне — Новосильский район Орловской области).
В 1942 году окончил школу ФЗО № 18 города Магнитогорска по специальности трубоукладчик. Был направлен работать в строительное управление СУ № 3 треста «Магнитострой», занимающееся строительством мартеновских печей, включая доменную печь № 5 Магнитогорского металлургического комбината.
С 1945 года работал в строительном управлении СУ № 1 бригадиром каменщиков. Бригада занималась строительством жилых домов и объектов соцкультбыта в городе Магнитогорске. В 1953—1986 гг. работал бригадиром комплексной бригады каменщиков СУ № 7. Его бригада была участницей выставки ВДНХ СССР.
За годы работы в Магнитогорске Алексей Михайлович Дёмкин занимался разработкой и внедрением поточных методов строительства, принимал участие в строительстве коксовых батарей, прокатных станов, цеха изложниц, доменных печей с № 5 по № 10 Магнитогорского металлургического комбината.
В 1986—1996 гг. А. М. Дёмкин работал мастером обучения в ПТУ № 63 города Магнитогорска. Занимаясь общественной работой, более 15 лет был депутатом Правобережного районного и городского Советов народных депутатов трудящихся города Магнитогорска.
За большие успехи, достигнутые в выполнении заданий пятилетнего плана развития чёрной и цветной металлургии, нефтяной, угольной, газовой и легкой промышленности, тяжелого, энергетического и транспортного машиностроения, станкостроительной и инструментальной промышленности, тракторного и сельскохозяйственного машиностроения, автомобильной промышленности и строительстве промышленных предприятий, жилых домов и объектов культурно-бытового назначения, Президиум Верховного Совета СССР в 1971 году наградил орденами и медалями Союза ССР большую группу рабочих, инженерно-технических работников и служащих этих отраслей промышленности и строительства. Рабочим и специалистам, наиболее отличившимся в выполнении заданий пятилетки и за достижение высоких технико-экономических показателей Указом Президиума Верховного Совета СССР (неопубликованным) от 5 апреля 1971 года «за выдающиеся успехи в выполнении заданий пятилетнего плана по строительству и вводу в действие производственных мощностей, жилых домов и объектов культурно-бытового назначения» было присвоено звание Героя Социалистического Труда с вручением ордена Ленина и золотой медали Серп и Молот. Среди награжденных был и Алексей Михайлович Дёмкин.
Скончался 15 апреля 1997 года, похоронен в Магнитогорске на Левобережном кладбище.

## Память
В 2001 году в память о Дёмкине А. М. на здании строительного управления СУ № 7 треста «Магнитострой» была установлена мемориальная доска.

## Награды и звания
- Герой Социалистического Труда (1971 г.)
- Орден Ленина (1971 г.)
- Орден «Знак Почёта» (1965 г.)